# Theo van Doesburg
Theo van Doesburg (Utrecht, 30 de agosto de 1883 – Davos, 7 de março de 1931) foi um artista plástico, designer gráfico, poeta e arquitecto neerlandês.
Associado ao Dadaísmo, ao Concretismo e ao Neoplasticismo holandês, é mais conhecido como um dos fundadores e líderes do De Stijl, exerceu importante influência na Bauhaus, embora não tenha composto seu quadro de docentes e produziu poemas fonéticos na mesma época que Kurt Schwitters, de quem se tornou amigo em 1923.

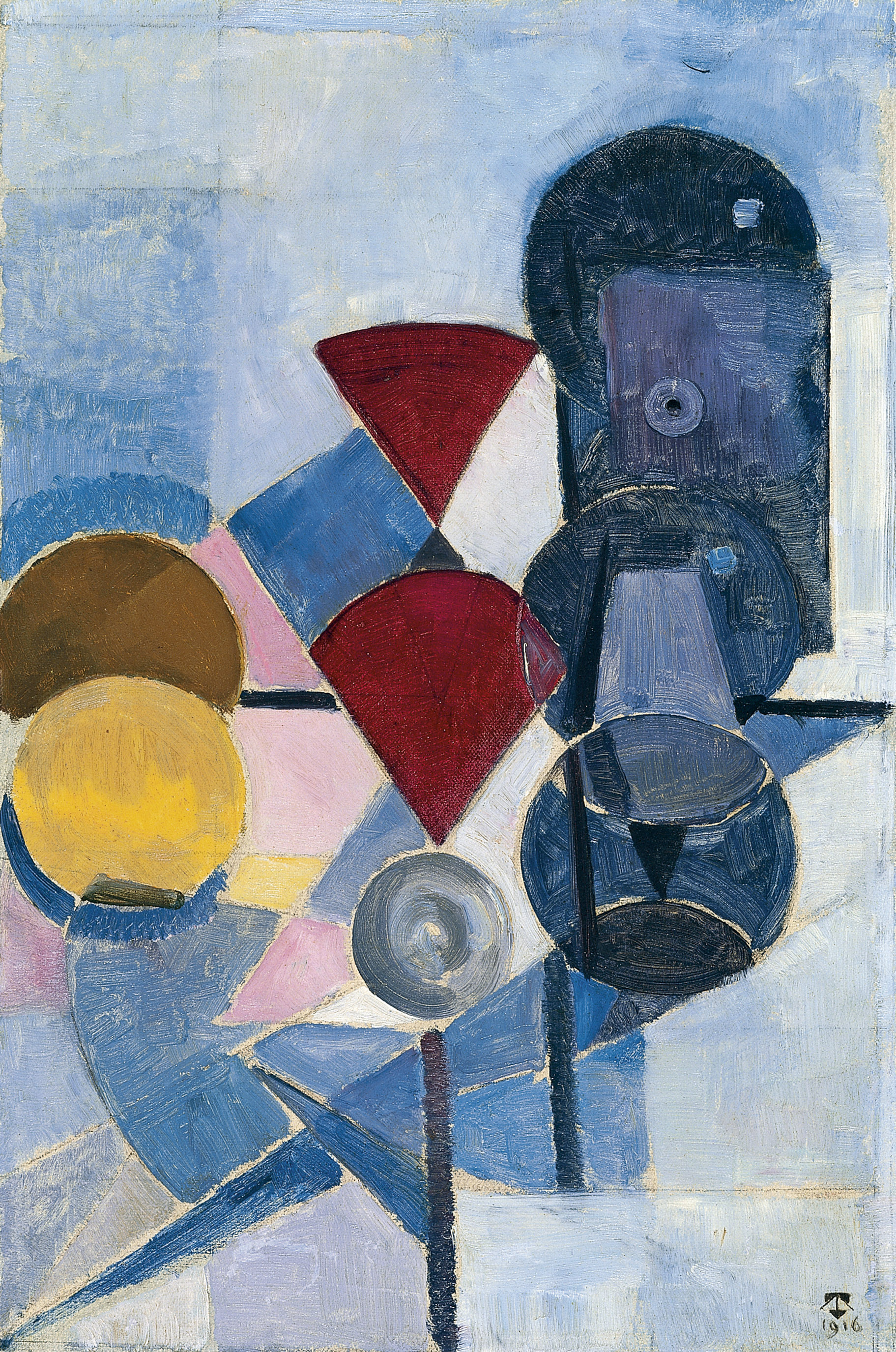
(1916) Composition II (Stillife) óleo sob tela Museu Thyssen-Bornemisza - Madrid
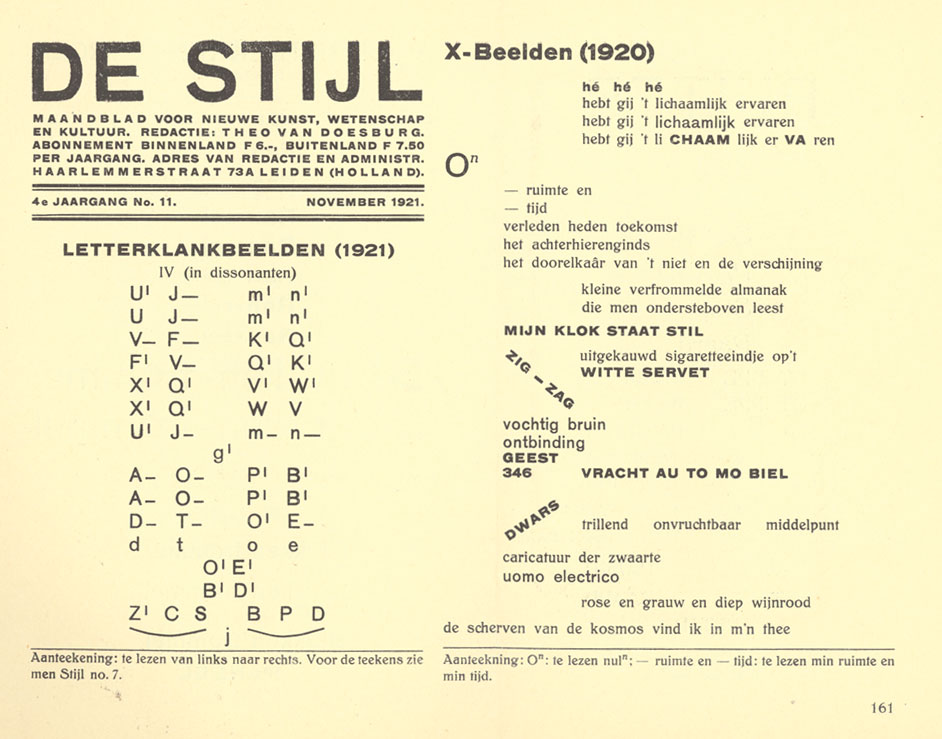
Exemplo da revista De Stijl, Letterklankbeelden, projeto gráfico de Theo van Doesburg